# Brian Mikkelsen
Brian Arthur Mikkelsen, född 31 januari 1966 i Köpenhamn, är en dansk politiker. Han tillhör Det Konservative Folkeparti och satt i Folketinget 1994-2018. Han har vid flera tillfället varit minister. Han har varit VD för Dansk Erhverv sedan 2018.
Mikkelsen var 2001–2011 minister i flera koalitionsregeringar bestående av de två borgerliga partierna Venstre och Konservative Folkeparti. Från 2001 var han kulturminister i regeringarna Anders Fogh Rasmussen I, II och III. I Lars Løkke Rasmussens första regering blev han utnämnd till justitieminister. 2010 blev han ekonomi- och näringsminister (da. økonomi- og erhvervsminister), en ministerpost han behöll fram till folketingsvalet 2011 då Konservative Folkeparti förlorade regeringsmakten. Han blev åter minister 2016, denna gång som näringslivsminister, en post han behöll till 21 juni 2018. Han var gruppledare för partiets folketingsgrupp 2012-2015.
Hösten 2004 lanserade han som kulturminister Danmarks kulturkanon.

## Bakgrund
Brian Mikkelsen är son till systemkonsulten Arne Mikkelsen och receptionisten Winnie Mikkelsen. Han gick på Orcas High School 1982–83 och tog studentexamen från Ballerup Gymnasium 1986. Därefter studerade han vid Köpenhamns universitet 1986–94 och tog där en cand.scient.pol.-examen 1994. Mikkelsen var förbundsordförande för Konservativ Ungdom 1989–90. Han är gift med Eliane Wexøe Mikkelsen.